# Тери Гилијам
Теренс Венс „Тери“ Гилијам (енгл. Terrence Vance "Terry" Gilliam"; рођен 22. новембра 1940. године) је британски филмски редитељ, сценариста, аниматор, глумац и члан трупе Летећи циркус Монтија Пајтона. Гилијам је једини „Пајтоновац“ који није рођен у Уједињеном Краљевству; по рођењу Американац, узео је британско држављанство 1968. године.

## Младост
Гилијам је рођен у Медисин Лејку, у Минесоти. Његов отац, Џејмс Хол Гилијам, био је трговачки путник, а касније столар. Породица се преселила у Панорама Сити у Калифорнији, 1952. године, где је Гилијам завршио средњу школу Бирмингем са одличним успехом. У средњој школи, био је председник одељења, краљ матурске вечери и проглашен је за ученика са највећим шансама да успе у животу (Most Likely To Succeed). Гилијам је студирао политичке науке, али је већ за време студија почео да зарађује као илустратор огласа, инспирисан магазином Мед (Mad), који је интензивно читао у средњој школи.
Средином шездесетих, преселио се у Уједињено Краљевство. У интервјуу који је дао британском писцу Салману Рушдију 2003. године, Гилијам је истакао да је један од главних разлога што је напустио САД негативна друштвена атмосфера која је тамо владала у то време, а његовој одлуци знатно је допринело малтретирање од стране полиције, која га је сматрала за наркомана јер је имао дугу косу и возио јефтин аутомобил.

## Рани радови

### Анимације
Гилијам је почео каријеру као аниматор и цртач стрипова. У једном од фото-стрипова које је урадио за магазин „Хелп!" појавио се његов будући колега Пајтоновац, Џон Клиз. Када је овај магазин престао са радом, Гилијам се преселио у Европу, што је у последњем броју магазина шаљиво прокоментарисао као „пребацивање у европски огранак фирме", који није постојао. Када се преселио у Уједињено Краљевство, почео је да ради као аниматор за дечју емисију Не подешавајте свој ТВ пријемник (Do Not Adjust Your Set), у којој су се појављивали Ерик Ајдл, Тери Џоунс, Мајкл Пејлин (касније сви чланови Летећег циркуса Монтија Пајтона) и Дејвид Џејсон (који се касније прославио улогом Дел Боја у хумористичкој серији Мућке).

### Летећи циркус Монтија Пајтона
Гилијам је био члан Летећег циркуса Монтија Пајтона од самог оснивања, мада је у почетку био кредитован само као аниматор, и његово име је у шпицама прве сезоне серије било одвојено од имена осталих чланова трупе. Гилијамове анимације су се појављивале између скечева и дефинисале су визуелни језик трупе у медијима изван телевизије; Гилијам је радио омоте за књиге и музичке албуме трупе, као и шпице и плакате за касније филмове. Ове анимације рађене су техником колажа и комбиновале су Гилијамове оригиналне цртеже, карактеристичне по меким тоновима боја и округластим облицима, са елементима исеченим са античких фотографија из Викторијанске ере.
Осим анимација, Гилијам се појављивао и у скечевима, иако је ретко имао важније улоге и био далеко мање заступљен од других чланова трупе. Генерално, Гилијам се појављивао у улогама које нико од других чланова трупе није желео да игра, углавном због тога што су захтевале много шминкања или неугодне костиме (као на пример, улога витеза у оклопу са гуменим пилетом, који се често појављивао на крају скечева у серији). Упркос томе, неке од његових улога су остале упамћене код публике, као на пример Кардинал Фенг у скечу "Шпанска инквизиција", штитоноша Патси у филму Монти Пајтон и Свети грал или тамничар у филму Монти Пајтон — Житије Брајаново.

## Режија
Гилијамово прво редитељско искуство био је филм Монти Пајтон и Свети грал, који је режирао заједно са Теријем Џонсом. Гилијам је био задужен за фотографију и визуелни део продукције, док је Џонс радио са глумцима.
У периоду између 1975. и 1979. године, када је Летећи циркус Монтија Пајтона био неактиван, Гилијам је режирао свој први ауторски филм Џабервоки (Jabberwocky), премијерно приказан 1977. године. Иако је овај филм био комерцијално неуспешан, поставио је неке визуелне стандарде којима се Гилијам касније често враћао у својим филмовима, као што су кадрови снимани широким објективом и необични углови камере. Ипак, филм није скренуо пажњу на самог Гилијама, делимично и због тога што је у САД рекламиран као остварење Летећег циркуса Монтија Пајтона, будући да су се у главним улогама појављивали „Пајтоновци“ Мајкл Пејлин и Тери Џонс.
У првој фази свог самосталног рада, Гилијам је размишљао о филмовима у форми трилогија. Његова три филма из осамдесетих година (Временски бандити из 1981. године, Бразил из 1985. године и Авантуре барона Минхаузена из 1988. године) представљала су Трилогију имагинације, и сва три филма се фокусирају на појединце који покушавају да се ослободе стега друштва које их окружује, у различитим раздобљима живота; у првом филму то је дечак, у другом тридесетогодишњак, у трећем старац. Основно обележје ових филмова су фантастични заплети и сложена сценографија.
Друга Гилијамова филмска трилогија названа је Трилогија Американа, а чине је филмови снимани деведесетих година: Краљ рибара из 1991. године, 12. мајмуна из 1995. године и Параноја у Лас Вегасу из 1998. године. Карактеристично за ове филмове је то што су рађени по литерарном предлошку и радња сва три филма се одвија у САД. Иако су сва три филма прилично надреална, карактеришу их мање фантастични заплети него они у филмовима прве трилогије.
Последња три Гилијамова филма (Браћа Грим из 2005. године, Земља плиме из исте године и Имагинаријум доктора Парнасуса из 2009. године), вратила су се фантастичним заплетима, али не чине тематску целину, као претходни филмови.

### Теме и филозофија
Гилијамови филмови се углавном своде на изузетно имагинативне фантазије. Неке од основних тема његових филмова јесу машта и однос маште и стварности. Већина Гилијамових филмова садржи секвенце које се одвијају делимично или потпуно у машти главних ликова и постављају питања о идентитету и менталном здрављу. Гилијам често приказује одбојност према бирократији и ауторитарним режимима, и такође прави разлику између виших и нижих слојева друштва, често на ироничан начин. Његови филмови обично приказују борбу појединца против велике силе, била то нека физичка сила или емотивна ситуација, идеја или сам тај појединац, и ова борба се не завршава увек срећно. Гилијамови филмови су пуни црног хумора, трагикомичних обрта, мрачне и параноичне атмосфере и необичних ликова, који су некада били обични припадници друштва.
Као филозофску позадину писања сценарија и режирања, Гилијам истиче значај изучавања много више ствари од обичних техничких вештина директно везаних за стварање филма. Гилијам је посебно истакао изучавање филозофије, уметности, архитектуре и литературе као ствари на које би филмски ствараоци требало да се концентришу.
Гилијам је фасциниран бароком, па су тако његови филмови са естетске стране пуни барокне дихотомије и богатства детаља. Контраст такође игра велику улогу у естетици његових филмова, у форми споја или супротстављања новог и старог, високе и рудиментарне технологије, лепоте и ружноће.

### Визуелни стил
Гилијамове филмове карактерише препознатљив стил, и то не само стил режије, већ и фотографије. У циљу приказивања надреалне атмосфере, психолошке нестабилности и нефункционалног окружења, Гилијам се често служи необичним угловима камере, пре свега ниском или високом перспективом или искривљеним угловима, такозваним холандским кадром. Гилијам се такође служи широкоугаоним објективима, у циљу креирања карактеристичног визуелног стила, дефинисаног перспективном дисторзијом и огромном оштрином фокуса. Током година, објектив камере од 14mm, који омогућава екстремно искривљење перспективе, добио је неформални назив „Гилијамов објектив“, због његове честе употребе овог техничког средства.

### Продукцијски проблеми
Гилијам је радио на неколико изузетно скупих филмова које су обележили продукцијски проблеми, као и на неколико озбиљних пројеката који никада нису завршени или нису одмакли даље од фазе претпродукције.
Филм Авантуре барона Минхаузена коштао је око 46 милиона долара, а зарадио је само око 8 милиона, пошто није приказиван у Америци, јер је дистрибутерска кућа Колумбија у том периоду била у фази продаје. Средином деведесетих година, Гилијам и Чарлс Макион су написали сценарио за наставак филма Временски бандити, који никад није снимљен јер је неколико главних глумаца из оригиналног филма у међувремену умрло. Гилијам је планирао да сними филм по роману Чарлса Дикенса Прича о два града, али није успео да постигне договор са продукцијском кућом око буџета и главних глумаца.
Гилијам је више пута започињао снимање филма Човек који је убио Дон Кихота, први пут 1999. године, када се главни глумац повредио на снимању, да би затим поплава уништила сценографију, што је резултовало тиме да осигуравајућа кућа задржи права на сценарио. Гилијам је поново преузео права на сценарио 2008. године, а пројекат тада није реализован због недостатка средстава. Гилијам није одустао, и филм је од 2011. године поново у претпродукцији.
Један од најпознатијих Гилијамових продукцијских проблема везан је за филм Имагинаријум доктора Парнасуса, када је главни глумац Хит Леџер умро за време снимања филма. Иако је Гилијам првобитно одлучио да обустави пројекат, Леџерови пријатељи Џони Деп, Џуд Ло и Колин Фарел понудили су се да одиграју преостале сцене као његови дублери и филм је ипак завршен.

### Чести сарадници
Гилијам је познат по томе што преферира одређене глумце и често их користи у својим филмовима. Међу његовим најчешћим сарадницима, који су снимили два или више филмова у Гилијамовој режији, су: Џони Деп, Џеф Бриџиз, Хит Леџер, Робин Вилијамс, Џонатан Прајс, Том Вејтс, Мајкл Џетер и други. Осим глумаца, Гилијам је више пута сарађивао са сниматељима Роџером Пратом и Николом Пекоринијем, као и сценаристом Чарлсом Макионом.

## Филмографија
| Улоге  |                                |               |                    |                                                                                      |
| Година | Српски назив                   | Изворни назив | Улога              | Напомена                                                                             |
| 1971   | А сада нешто сасвим другачије  |               | разни ликови       | аниматор, косценариста (као део трупе Монти Пајтон)                                  |
| 1975   | Монти Пајтон и Свети грал      |               | разни ликови       | аниматор, косценариста (као део трупе Монти Пајтон) и редитељ (са Теријем Џонсом)    |
| 1977   | Џабервоки                      |               | Човек са каменом   | редитељ и сценариста (са Чарслом Алверсоном)                                         |
| 1979   | Житије Брајаново               |               | разни ликови       | аниматор и косценариста (као део трупе Монти Пајтон)                                 |
| 1981   | Временски бандити              |               |                    | редитељ и косценариста (са Мајклом Пејлином)                                         |
| 1983   | Смисао живота Монтија Пајтона  |               | разни ликови       | аниматор, косценариста (као део трупе Монти Пајтон), редитељ и сценариста сегмента ' |
| 1985   | Бразил                         |               | Човек са цигаретом | редитељ и косценариста (са Томом Стопардом и Чарлсом Макионом)                       |
| 1988   | Авантуре барона Минхаузена     |               | Иритантни певач    | редитељ и косценариста (са Чарлсом Макионом)                                         |
| 1991   | Краљ рибара                    |               |                    | редитељ                                                                              |
| 1995   | 12. мајмуна                    |               |                    | редитељ                                                                              |
| 1998   | Параноја у Лас Вегасу          |               |                    | редитељ и косценариста                                                               |
| 2005   | Браћа Грим                     |               |                    | редитељ                                                                              |
| 2005   | Земља плиме                    |               |                    | редитељ и косценариста (са Тонијем Грисонијем)                                       |
| 2009   | Имагинаријум доктора Парнасуса |               |                    | редитељ и косценариста (са Чарлсом Макионом)                                         |
| 2013   | Нулта теорема                  |               |                    | редитељ                                                                              |
| 2018   | Човек који је убио Дон Кихота  |               |                    | редитељ и косценариста (са Тонијем Грисонијем)                                       |

## Занимљивости
- Ауторка серијала књига о Харију Потеру, Џ. К. Роулинг, љубитељ је Гилијамових филмова, и желела је да он режира први филм тог серијала, Хари Потер и камен мудрости. Међутим, продукцијска кућа Ворнер брадерс изабрала је Криса Колумбуса за редитеља. Гилијам је био веома незадовољан овом одлуком студија, будући да је сматрао да би он био савршен за тај посао, и окарактерисао је Колумбусову верзију као „грозну“ и „једноставно досадну“. Касније, 2006. године, Гилијам је прокоментарисао наставак серијала Хари Потер и затвореник из Аскабана (који је режирао Алфонсо Куарон) као „стварно добар“ и додао да би он урадио сличан посао. Међутим, додао је и да не жали што није режирао ниједан филм серијала, јер „не би уживао радећи на тако скупом пројекту, због мешања званичника студија“.